# Cappielow Park
 (avril 2025).
Si vous disposez d'ouvrages ou d'articles de référence ou si vous connaissez des sites web de qualité traitant du thème abordé ici, merci de compléter l'article en donnant les références utiles à sa vérifiabilité et en les liant à la section « Notes et références ».
Le Cappielow Park (parfois appelé simplement Cappielow) est un stade de football construit en 1877 et situé à Greenock, dans le quartier de Cappielow.
D'une capacité de 11 589 places dont 5 741 assises, il accueille les matches à domicile du Greenock Morton, club du championnat écossais.

## Histoire
Le club de Morton FC s'établit au Cappielow Park en 1879, dont le nom serait d'origine scandinave.
Son record d'affluence est de 23 500 spectateurs, en 1922, pour un match décisif de championnat entre Greenock Morton et le Celtic, match qui s'est terminé par de graves débordements et même une émeute dans tout le quartier.
Dans ses premiers temps, le stade a aussi accueilli des épreuves d'athlétisme et de cyclisme sur piste ainsi qu'un match international entre l'Écosse et le Pays de Galles lors du British Home Championship de 1902.
En 1958, une rencontre de championnat contre Third Lanark est la première à bénéficier d'éclairage nocturne.
Le 12 novembre 2008, Greenock Morton annonce l'achat d'une tribune démontable et d'éclairages à ses grands rivaux de Saint Mirren, qui quittaient leur ancien stade de Love Street pour intégrer le nouveau St. Mirren Park à Greenhill Road.
Le stade est situé à 5 minutes à pied de la gare de Cartsdyke (en).
Les clubs de Clydebank et d'Ayr United ont joué leurs matches à domicile au Cappielow Park de manière temporaire quand leurs propres stades étaient en rénovation.
Le stade a accueilli des matches de qualification du Championnat d'Europe de football des moins de 17 ans 2012 ainsi que le match de l'UEFA Youth League entre le Celtic et le FC Barcelone, le 3 octobre 2013.

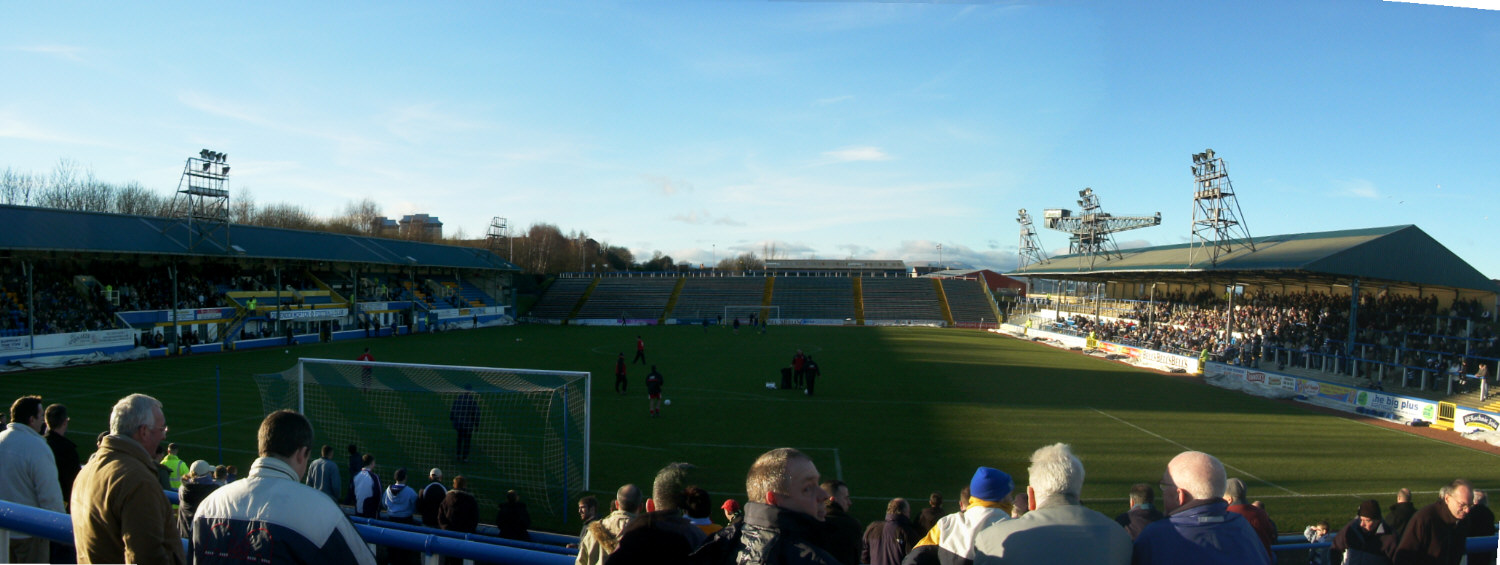
Panorama depuis la tribune Sinclair Street.

## Affluence
Le record d'affluence a été établi le 29 avril 1922 à l'occasion du match entre Morton et le Celtic, avec 23 500 spectateurs.
Les moyennes de spectateurs pour les précédentes saisons sont :
- 2014-2015: 1 728 (League One)
- 2013-2014: 1 686 (Championship League)
- 2012-2013: 2 137 (Division One)

## Transport
La gare la plus proche est la gare de Cartsdyke (en), situées à 5 minutes à pied. Le stade est rapidement accessible depuis l'autoroute M8 ou l'A8 (en).